# Францева, Александра Евгеньевна
Александра Евгеньевна Францева (род. 10 ноября 1946) — советская и российская альтистка. Профессор, доктор искусствоведения. Преподаватель дисциплины «Квартет» в Российской академии музыки имени Гнесиных. Народный артист Российской Федерации (1999).

## Биография
С отличием завершила обучение в Российской академии музыки имени Гнесиных по специальности «альт», класс профессора Г. С. Талаляна.
В классе камерного ансамбля занималась у профессора А. Д. Готлиба, в классе квартета – у народного артиста РСФСР, примариуса квартета им. Бородина Р. Д. Дубинского. Квартетная игра настолько увлекла будущую народную артистку, что именно это стало определяющим в её творчестве.
С 1972 года она — бессменный участник  и художественный руководитель струнного квартета Тверской государственной филармонии.
Более чем в двух тысячах концертов в 250 городах нашей страны и за рубежом выступала музыкант Францева.
В её репертуаре почти вся камерная литература, написанная для альта с фортепиано и в ансамбле с другими инструментами.
С участием квартета состоялись юбилейные и авторские концерты виднейших композиторов современности – М.Вайнберга, Б.Тищенко, А.Шнитке, К.Хачатуряна, Г.Бузоглы, С.Цинцадзе, М.Раухвергера, Б.Чайковского, С.Насидзе.
С 1995 года – художественный руководитель международного фестиваля камерной музыки в городе Александрове.

## Педагогическая деятельность
С 1980 года она преподаватель в РАМ им.Гнесиных, совмещает работу на кафедре скрипки и альта с работой на кафедре камерного ансамбля и квартета.
Подготовила более 150 выпускников, многие из которых работают в ведущих коллективах России и других стран, преподают в высших и средних музыкальных учебных заведениях, являются лауреатами российских и международных конкурсов.
Неоднократно приглашалась для проведения мастер-классов в нашей стране, а также в других зарубежных странах.
Постоянно принимает участие в качестве члена жюри различных региональных и республиканских конкурсов альтистов и камерных ансамблей.

## Звания и награды
- Народная артистка России (8 января 1999).
- Заслуженный артист РСФСР (1987).
- В 1975 году квартет стал лауреатом Международного конкурса струнных квартетов в рамках фестиваля «Пражская весна».
- В 2004 году удостоена премии Регионального общественного фонда «Русское исполнительское искусство».
- В 1992 году А.Е.Францева удостоена звания «Почётный профессор Мадридской консерватории».

## Дискография
- В 1999 и 2001 году выпущены два сольных компакт-диска, где записано исполнение произведений Хиндемита, Шостаковича, Фрида и Головина.